# Søren Kjørup
Søren Kjørup (født 11. maj 1943 i København) er en dansk filosof. Han var 1974–2009 professor i humanioras videnskabsteori ved RUC, 2009–2013 forskningsprofessor i kunst- og videnskabsteori ved Kunsthøgskolen i Bergen, 2014–2017 tilknyttet Sint-Lucas Akademiet i Bruxelles og 2015–2017 tilknyttet kunstfakultetet ved Universitetet i Agder (Kristiansand, Norge).

## Karriere
Kjørup blev nysproglig student fra Metropolitanskolen i København 1961 og mag.art. i filosofi fra Københavns Universitet 1969 med æstetik som specialområde. Undervejs studerede han ved Freie Universität Berlin 1966-67. Han var amanuensis ved Københavns Universitet 1969-70, seniorstipendiat ved samme 1970-73 (på forskningsophold ved Harvard University 1971-72, tilknyttet filosoffen Nelson Goodman) og blev lektor ved det nyåbnede Roskilde Universitetscenter 1973 og professor sammesteds 1974. Medlem af Statens humanistiske Forskningsråd 1974-82. Fra begyndelsen af 1980'erne har han også været engageret i det akademiske liv i Norge, som forsker og forskningsleder (under orlov fra Roskilde Universitetscenter), som adjungeret professor (først ved universitetet i Trondheim, derefter ved Oslo Universitet, ved Kunsthøgskolen i Bergen og sidst ved Universitetet i Agder, Kristiansand) og som medlem af en række programkomiteer og lignende ved Norges forskningsråd. Kjørup blev i 2007 medlem af Det Kongelige Norske Videnskabers Selskab.

## Forskning
Med bogen Æstetiske problemer. En indføring i kunstens filosofi (1971) var Søren Kjørup den første danske filosof til at indføre den angelsaksiske analytiske filosofis tilgang til æstetik. I bogen præsenterede han – uafhængigt af f.eks. amerikanerne Arthur C. Danto og George Dickie – sin egen version af institutionsteorien inden for kunsten.
Siden har Kjørup også forsket i film- og billedteori, hvilket har resulteret i bogen Hvorfor smiler Mona Lisa? (1983), som vidner om en semiotisk tilgang til den visuelle kultur. Internationalt er han kendt for sin teori om billedsproghandlinger ("pictorial speech acts"). Hans videnskabsteoretiske virke er kommet til udtryk i bogen Menneskevidenskaberne (1996, 2. udgave 2008).
1971 blev Kjørup gift med oversætteren Mone Hvass (ægteskabet opløst 1977). I 1983 ægtede han den norske litteraturprofessor Jorunn Hareide (no:Jorunn Hareide).

## Forfatterskab
- A.G. Baumgarten: Filosofiske betragtninger over digtet, 1968.
- Æstetiske problemer. En indføring i kunstens filosofi, Munksgaard 1971.
- Filmsemiologi, Berlingske 1975.
- Hvorfor smiler Mona Lisa? En bog om billeder og deres brug, 1. udgave, Gjellerup 1983. ISBN 87-13-02993-2. 2. udgave Roskilde Universitetsforlag 1995. ISBN 9788778670007
- Forskning og samfund: En grundbog i videnskabsteori, 1. udgave 1985, 2. udgave Gyldendal 1997. ISBN 9788700270961
- (sammen med Ola Svein Stugu): Medier og mennesker: Lærebok i mediekunnskap, Gyldendal Norsk Forlag 1988. ISBN 9788205178519. Dansk udgave (som Medier og mennesker: Om massekommunikation i ord, billeder og lyd, Dansklærerforeningen 1991. ISBN 9788777042362
- Menneskevidenskaberne: Problemer og traditioner i humanioras videnskabsteori, 1. udgave, Roskilde Universitetsforlag 1996. ISBN 9788778670069. 2. udgave, se nedenfor.
- Medier og mennesker: Om massekommunikation i ord, billeder og lyd, Dansklærerforeningen 1996.
- Kunstens filosofi: En indføring i æstetik, Roskilde Universitetsforlag 2000. ISBN 9788778670441
- Semiotik, Samfundslitteratur 2002. ISBN 9788778671882
- Menneskevidenskaberne 1. Humanioras historie og grundproblemer, Samfundslitteratur 2008. ISBN 9788778673510
- Menneskevidenskaberne 2: Humanistiske forskningstraditioner, Samfundslitteratur 2008. ISBN 9788778673541